# Capteur à pixels actifs

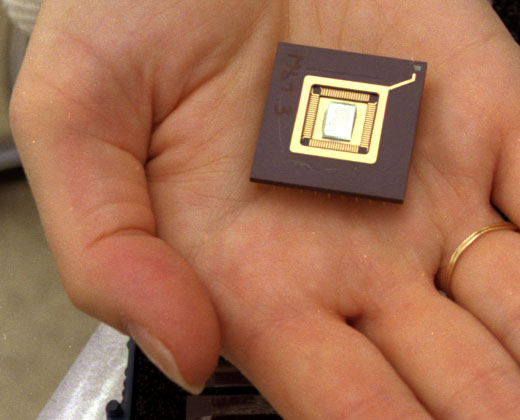
Image d'un Capteur à Pixels Actifs. (Prototype)

Un capteur à pixels actifs (en anglais, Active-pixel sensor ou APS) est un capteur d'image inventé par Peter J.W. Noble en 1968, où chaque cellule du capteur (le pixel) dispose d’un photodétecteur (généralement une photodiode épinglée) et d’un ou plusieurs transistors actifs,. Dans un capteur à pixels actifs MOS, les transistors à effet de champ MOS (MOSFET) sont utilisés comme amplificateurs. Il existe différents types d'APS, dont l'ancien APS NMOS et l'APS CMOS, désormais beaucoup plus courant, également connu sous le nom de capteur CMOS. Les capteurs CMOS sont utilisés dans les technologies d’appareils photo numériques telles que les appareils photo des smartphones, les webcams, les appareils photo compacts numériques les plus modernes, la plupart des appareils photo reflex numériques, les appareils photo hybrides, et l'imagerie sans objectif pour les cellules.
Les capteurs CMOS sont apparus comme une alternative aux capteurs photographiques CCD et les ont finalement dépassés au milieu des années 2000.
Le terme capteur à pixels actifs est également utilisé pour désigner le capteur du pixel individuel lui-même, par opposition au capteur d'image. Dans ce cas, le capteur d'image est parfois appelé imageur à capteur à pixels actifs ou capteur d'image à pixels actifs.

## Historique

### Contexte
Lors de leurs recherches sur la technologie métal–oxyde–semiconducteur (MOS), Willard Boyle et George E. Smith ont réalisé qu'une charge électrique pouvait être stockée dans un minuscule capacité MOS, qui devint le bloc de construction de base du charge-coupled device (CCD), qu'ils inventèrent en 1969,. Une difficulté de la technologie CCD était qu'elle nécessitait un transfert de charge presque parfait lors de la lecture, ce qui, "la rend faiblement tolérante aux radiations, difficile à utiliser dans des conditions de faible lumière, difficile à fabriquer sous forme de réseau de grande taille, difficile à intégrer à l'électronique sur puce, difficile à utiliser à basse température, difficile à utiliser avec des cadences d'images élevées et difficile à fabriquer avec des matériaux autre que le silicium qui étendent la réponse en longueur d'onde".
Aux laboratoires RCA (en), une équipe de recherche comprenant Paul K. Weimer (en), W.S. Pike et G. Sadasiv ont proposé en 1979 un capteur d'image à l'état solide avec des circuits de balayage utilisant des transistors en couches minces (TFT), avec un film photoconducteur utilisé comme photodétecteur,. Un prototype d'imageur à faible résolution "essentiellement numérique" MOSFET à canal N (NMOS) avec une amplification intra-pixel, pour une souris optique, fut présenté par Richard F. Lyon (en) en 1981. Un autre type de technologie de capteur d'image relié aux APS est le hybrid infrared focal plane array (IRFPA), conçu pour fonctionner aux températures cryogéniques dans le spectre infrarouge. Les dispositifs conportent deux puces qui sont assemblées comme un sandwich : une puce contient les éléments détecteurs fabriqués en InGaAs ou en HgCdTe, tandis que l'autre puce est en silicium et est utilisée pour lire les photodétecteurs. La date exacte du début de ces dispositifs est classifiée, mais ils étaient utilisés au milieu des années 1980.
Un élément clé du capteur CMOS moderne est la photodiode épinglée (PPD). Elle a été inventée par Nobukazu Teranishi (en), Hiromitsu Shiraki et Yasuo Ishihara chez NEC en 1980,, puis annoncée publiquement par Teranishi et Ishihara avec A. Kohono, E. Oda et K. Arai en 1982, avec l'ajout d'une structure anti-blooming,. La photodiode épinglée est une structure photodétectrice avec un faible délai d'obturation, un bruit faible, une efficacité quantique élevée et un faible courant d'obscurité. La nouvelle structure photo-détectrice inventée par NEC a été baptisée "pinned photodiode" (PPD, photodiode épinglée) par B.C. Burkey à Kodak en 1984. En 1987, la PPD a commencé à être incorporée dans la plupart des capteurs CCD, devenant un composant standard dans les caméras vidéo puis les appareils photo numériques grand public. Depuis lors, les PPD ont été utilisés dans presque tous les capteurs CCD puis dans les capteurs CMOS.

### Capteur à pixels passifs
Le précurseur de l'APS fut le capteur à pixels passifs (en anglais Passive-pixel sensor ou PPS), un type de réseau de photodiodes (PDA). Un capteur à pixels passifs est constitué de pixels passifs qui sont lus sans amplification, chaque pixel étant constitué d'une photodiode et d'un commutateur MOSFET. Dans un réseau de photodiodes, les pixels contiennent une jonction p-n, une capacité intégrée et des MOSFET comme transistors de sélection. Un réseau de photodiodes fut proposé par G. Weckler en 1968, précédant les CCD. Ceci constitua la base des PPS, qui avait des éléments de capteur d'image contenant des transistors de sélection dans le pixel, proposés par Peter J.W. Noble en 1968,, et par Savvas G. Chamberlain en 1969.
Les capteurs à pixels passifs ont été envisagés comme une alternative à l'état solide aux caméras à tube à vide. Le capteur à pixels passifs MOS possède un simple commutateur dans le pixel pour lire la charge intégrée par la photodiode. Les pixels sont organisés en réseau dans une structure bidimensionnelle, avec un fil de sélection d'accès partagé par les pixels d'une même rangée, et un fil de sortie partagé par colonne. Un transistor est situé à l'extrémité de chaque colonne. Les capteurs à pixels passifs souffraient de nombreuses limitations, telles qu'un bruit numérique élevé, une vitesse de sortie lente et un manque d'extensibilité. Les premiers (1960–1970) réseaux de photodiodes avec des transistors de sélection au niveau de chaque pixel, avec les circuits multiplexeurs sur puce, étaient démesurément grands. Le bruit des réseaux de photodiodes était également une limitation aux performances, car la capacité du bus de lecture des photodiodes induisait un niveau de bruit de lecture accru. Le double échantillonnage corrélé (en) (CDS) ne pouvait pas non plus être utilisé avec un réseau de photodiodes sans mémoire externe. Il n'était pas possible de fabriquer des capteurs à pixels actifs avec une taille de pixel utilisable dans les années 1970, à cause des limitations de la technologie de microlithographie à l'époque. Comme le procédé MOS était très variable et que les transistors MOS avaient des caractéristiques qui évoluaient au cours du temps (instabilité de Vth), le CCD était plus facile à fabriquer et offrait de meilleures performances que les capteurs à pixels passifs.

### Capteur à pixels actifs
Le capteur à pixels actifs est constitué de pixels actifs, chacun contenant un ou plusieurs amplificateurs MOSFET qui convertissent la charge photo-générée en une tension, amplifient cette tension et réduisent le bruit. Le concept d'un capteur à pixels actifs fut proposé par Peter Noble en 1968. Il créa des réseaux de capteurs avec des amplificateurs de sortie MOS par pixel, selon la configuration moderne à trois transistors : la structure de photodiode enterrée, le transistor de sélection et l'amplificateur MOS,.
Le concept de pixels actifs MOS fut implémenté sous le nom charge modulation device (CMD) par Olympus au Japon au milieu des années 1980. Ce fut rendu possible par les avancées dans la fabrication des dispositifs à semi-conducteurs MOSFET, avec le MOSFET scaling atteignant le niveau micronique puis sub-micronique lors des années 1980 et le début des années 1990,. Le premier APS MOS fut fabriqué par l'équipe de Tsutomu Nakamura chez Olympus en 1985. Le terme active pixel sensor (APS) fut introduit par Nakamura lorsqu'il travaillait sur le capteur à pixels actifs CMD chez Olympus L'imageur CMD avait une structure APS verticale, qui augmente le taux de remplissage (ou réduit la taille des pixels) en stockant la charge sous un transistor de sortie NMOS. Les autres fabricants de semi-conducteurs japonais suivirent rapidement avec leurs propres capteurs à pixels actifs entre la fin des années 1980 et le début des années 1990. Entre 1988 et 1991, Toshiba développa le capteur "double-gate (en) floating (en) surface transistor", qui avait une structure APS latérale, chaque pixel contenant une photo-grille MOS à canal enterré et un amplificateur de sortie PMOS. Entre 1989 et 1992, Canon développa le base-stored image sensor (BASIS), qui utilisait une structure APS verticale similaire à celle du capteur Olympus, mais avec des transistors bipolaires plutôt que des MOSFET.
Au début des années 1990, les fabricants américains commencèrent à développer des capteurs à pixels actifs MOS utilisables. En 1991, Texas Instruments développa le capteur bulk CMD (BCMD), qui était fabriqué par la filiale japonaise de la société et qui avait une structure APS verticale similaire à celle du capteur Olympus CMD, mais utilisait des transistors PMOS au lieu de transistors NMOS.

### Capteur CMOS
A la fin des années 1980 et au début des années 1990, le procédé CMOS était déjà considéré comme un procédé de fabrication des semi-conducteurs stable et bien contrôlé et était le procédé de base pour presque tous les circuits logiques et les microprocesseurs. Il y eut un regain dans l'utilisation des capteurs à pixels passifs pour des applications d'imagerie bas de gamme, tandis que les capteurs à pixels actifs ont commencé à être utilisés dans des applications spécifiques à faible résolution telles que la simulation de la rétine et dans les détecteurs de particules à haute énergie. Cependant, les CCD continuaient à avoir un bruit temporel  beaucoup plus faible et constituaient la technologie dominante pour les applications grand public telles que les caméscopes ainsi que les caméras de télévision, où ils ont progressivement remplacé les tubes de caméra vidéo.
En 1993, le premier APS utilisable fabriqué avec succès en dehors du Japon fut développé au Jet Propulsion Laboratory (JPL) de la NASA, qui fabriqua un APS compatible CMOS. Il avait une structure APS latérale similaire à celle du capteur Toshiba, mais était fabriqué en CMOS plutôt qu'avec des transistors PMOS. C'était le premier capteur CMOS avec un transfert de charge intra-pixel.
Les capteurs CMOS de Photobit étaient présents dans les webcams fabriquées par Logitech et Intel, avant que Photobit ne soit racheté par Micron Technology en 2001. Le marché émergent des capteurs CMOS fut initialement mené par des fabricants américains tels que Micron et Omnivision, permettant aux États-Unis de reprendre brièvement une partie du marché global des capteurs d'image au Japon, avant que le marché des capteurs CMOS ne soit finalement dominé par le Japon, la Corée du Sud et la Chine. Le capteur CMOS avec la technologie PPD a été encore amélioré par R. M. Guidash en 1997, K. Yonemoto et H. Sumi en 2000, et I. Inoue en 2003. Ceci à conduit les capteurs CMOS à posséder des performances d'imagerie équivalentes à celles des capteurs CCD, puis ultérieurement à dépasser les capteurs CCD.
En 2000, les capteurs CMOS étaient utilisés dans une grande variété d'applications, comprenant les appareils photo bas de gamme, les webcams, les fax, le multimedia, la sécurité, la surveillance et les vidéophones.
L'industrie vidéo est passée au caméras CMOS avec l'arrivée de la vidéo haute définition (vidéo HD), le grand nombre de pixels aurait entraîné une consommation nettement plus importante avec des capteurs CCD, qui auraient surchauffé et épuisé rapidement les batteries. Sony commercialisa en 2007 des capteurs CMOS ayant un circuit de conversion A/D colonne original, pour des performances de rapidité et de faible bruit, suivis en 2009 par le capteur rétro-éclairé CMOS (capteur BI), avec une sensibilité double de celle des capteurs d'images conventionnels.
Les capteurs CMOS ont eu un impact culturel important, conduisant à la diffusion massive des appareils photo numériques et des smartphones, qui a favorisé l'essor des médias sociaux et de la culture du selfie, et a eu un impact sur les mouvements sociaux et politiques dans le monde entier. En 2007, les ventes des capteurs à pixels actifs CMOS avaient dépassé celles des capteurs CD, les capteurs CMOS représentant 54 % du marché mondial des capteurs d'image à l'époque. En 2012, les capteurs CMOS avaient accru leur part à 74 % du marché. En 2017, les capteurs CMOS représentent 89 % des ventes mondiales des capteurs d'images. En 2014, la technologie des capteurs CMOS s'est étendue à la photographie moyen format, Phase One étant le premier à lancer un dos numérique moyen format avec un capteur CMOS fabriqué par Sony.

Boyd Fowler d'OmniVision (en) est connu pour ses travaux de développement des capteurs d'image CMOS. Ses contributions comprennent le premier capteur d'image CMOS à pixels numériques en 1994 ; le premier capteur d'image CMOS linéaire à usage scientifique avec un bruit de lecture d'un électron RMS en 2003 ; le premier capteur d'image CMOS multi-mégapixels à usage scientifique ayant une grande gamme dynamique (86 dB), une sortie rapide (100 images/seconde) et un bruit de lecture ultra-faible (1,2 e- RMS) (sCMOS) en 2010. Il a également breveté le premier capteur d'image CMOS pour la radiographie dentaire inter-buccale avec des coins coupés pour un meilleur confort du patient,.
A la fin des années 2010, les capteurs CMOS avaient largement sinon complètement remplacés les capteurs CCD, car les capteurs CMOS peuvent non seulement être fabriqués sur les lignes de production de semi-conducteurs existantes, réduisant les coûts, mais ils ont également une consommation moindre, pour citer quelques avantages.

### HV-CMOS
Les dispositifs HV-CMOS sont un type spécialisé de capteurs CMOS utilisés dans des applications haute tension (pour la détection des particules à haute énergie) telles que le Large Hadron Collider du CERN où une tension de claquage élevée jusqu'à ~30-120 V est nécessaire. De tels dispositifs ne sont cependant pas utilisés pour de la commutation haute tension. Les HV-CMOS sont typiquement implémentés avec une zone de déplétion dopée n d'environ 10 µm de profondeur (n-well) d'un transistor sur un substrat (wafer) de type p.